# USS Minnesota (1855)
La USS Minnesota era una fregata a vela della United States Navy; presente alla battaglia di Hampton Roads, durante la guerra di secessione statunitense, venne danneggiata dalla CSS Virginia il primo giorno di battaglia l'8 marzo del 1862.